# John Milton
John Milton (n. 9 decembrie 1608, Londra⁠(d), Anglia, Regatul Unit – d. 8 noiembrie 1674, Greater London, Anglia, Regatul Unit) a fost poet englez, superlativul englez liric alături de William Shakespeare, faimos pentru poemul epic în versuri albe Paradise Lost (i.e. Paradisul pierdut), care reprezintă una dintre pietrele de temelie ale literaturii engleze. De asemenea autorul a 24 sonete engleze de mare magnitudine, care îl pun alături sau dincolo de sonetele engleze ale lui William Shakespeare.

## Biografie
John Milton s-a născut pe 9 decembrie la Londra. Educat la St. Paul's School și Christ's College, Cambridge, Milton a fost un poet savant, a cărui ambiție era să creeze opere de talia epopeilor clasice și care avea puternice vederi teologice. În cursul anilor petrecuți la Cambridge, Milton a scris poezie în latină și engleză, inclusiv oda On the Morning of Christ's Nativity (În dimineața nașterii lui Isus Cristos, 1629). Dezgustul său față de dogmatismul din ce în ce mai accentuat din cadrul bisericii engleze a constituit motivul pentru care Milton a renunțat mai târziu la planurile sale de a deveni preot.
Poemele timpurii, printre care Comus și Lycidas (elegie la moartea prietenului său, poetul Edward King, în 1637) sunt dovezi grăitoare în privința darului liric superlativ al lui Milton. 
În 1638, Milton a plecat în Italia, unde a călătorit, a studiat și a întâlnit multe figuri remarcabile, printre care pe Galilei. Revenind în Anglia în 1639, s-a devotat cauzei puritane și pamfletelor. The Doctrine and Discipline of Divorce (Doctrina și instituția divorțului, 1643), a avut la bază propria sa experiență conjugală nefericită iar Areopagitica promova libertatea presei.

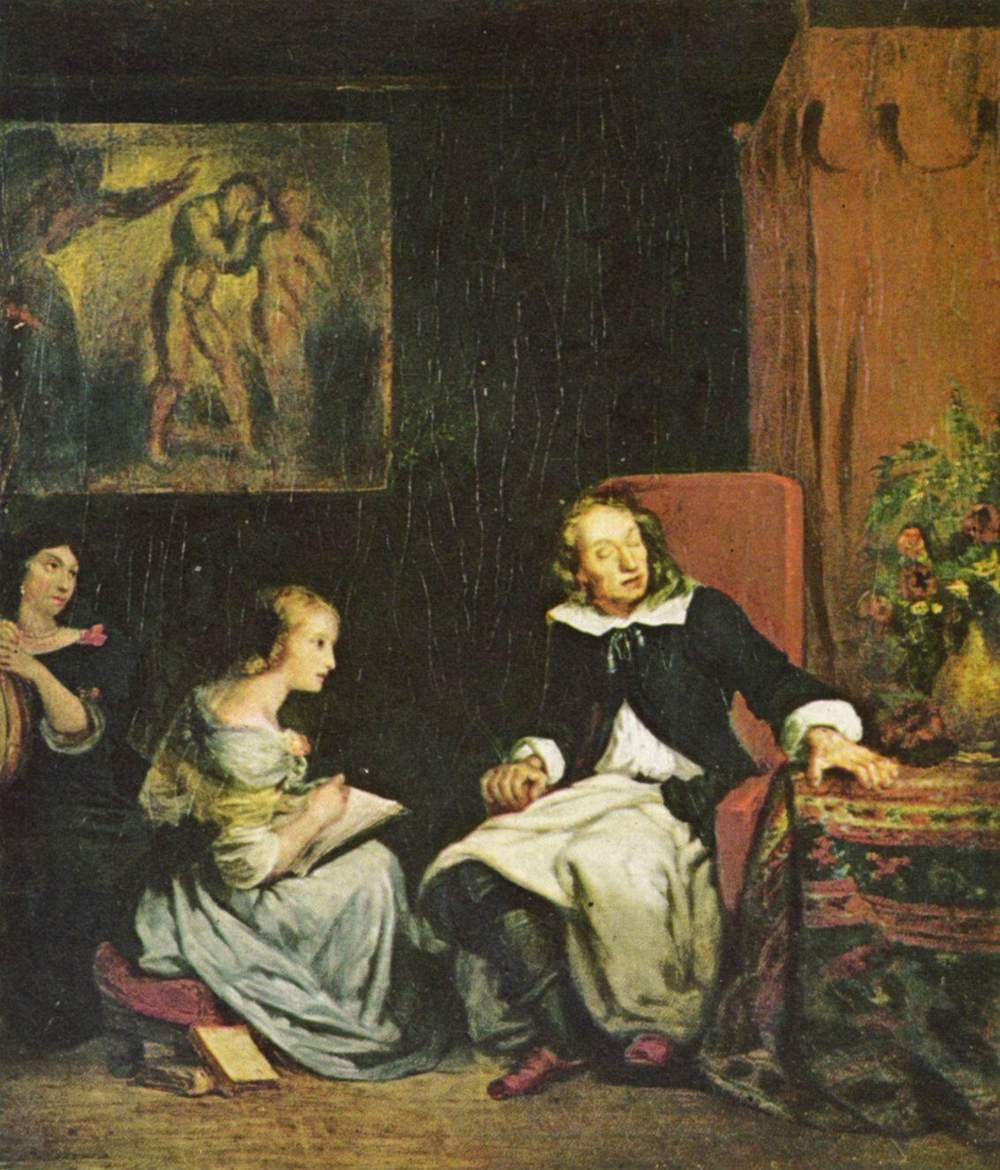
Milton dictând fiicelor sale "Paradisul pierdut", c. 1826. Artist: Eugène Delacroix

După Of Reformation in England (Despre reformă în Anglia, 1641) și The Reason of Church Government Urged against Prelaty (Motivul pornirii guvernului bisericii împotriva prelaților, 1642), Milton s-a îndepărtat treptat de prezbiterieni și, în 1649, a scris The Tenure of Kings and Magistrates (Împuternicirile regelui și ale magistraților), care sprijinea cauza independenților ce îl întemnițaseră pe regele Carol în timpul revoluției puritane. Acest pamflet i-a asigurat lui Milton poziția de secretar latin pentru afaceri externe în cadrul guvernului lui Oliver Cromwell.
Milton a continuat să îl apere pe Cromwell și guvernul Commonwealth-ului în a sa Eikonoklastes precum și în pamfletele în limba latină First Defense of the English People (Prima apărare a poporului englez, 1651), Second Defense of the English People (A doua apărare a poporului englez, 1654) și Defense of Himself (Apărarea sinelui, 1655).
Paradise Lost (Paradisul pierdut, 1667) și urmarea sa mai puțin reușită Paradise Regained (Paradisul regăsit, 1671) au fost scrise când a orbit și când se afla într-un oarecare pericol politic (după restaurarea lui Carol al II-lea), ca și Samson Agonistes 1671, o dramă poetică bazată pe modelul tragediei clasice grecești, dar cu subiect biblic, o piesă de teatru puternică, deși nespecifică genului.
Poemul în versuri albe Paradise Lost (Paradisul pierdut) a apărut în 1667 în zece cărți; a doua ediție, în care Milton reorganiza cele zece cărți inițiale în doisprezece, a apărut în 1674. Acesta este considerat a fi cel mai mare poem epic în limba engleză. În Paradise Lost și Paradise Regained, un al doilea poem în versuri albe în patru cărți, limbajul lui Milton este distins și căutat, abundând în aluzii biblice și clasice, reprezentări alegorice, metafore, jocuri de cuvinte și ornamente retorice. Milton a mai scris 18 sonete în limba engleză și alte 5 în limba italiană, care respectă în general stilul petrarchian și sunt acceptate ca fiind printre cele mai frumoase sonete scrise vreodată.

## Lucrări poetice și dramatice
- 1631: L'Allegro
- 1631: Il Penseroso
- 1634: Comus (a masque)
- 1638: Lycidas
- 1645: Poeme ale d-nului John Milton, în engleză și latină, (Poems of Mr John Milton, Both English and Latin)
- 1655: On the Late Massacre in Piedmont
- 1667: Paradisul pierdut (Paradise Lost)
- 1671: Paradisul regăsit (Paradise Regained)
- 1671: Samson agonizat (Samson Agonistes)
- 1673: Poeme pentru diferite ocazii (Poems, &c, Upon Several Occasions)

## Proză politică, filosofică și religioasă
- Of Reformation (1641)
- Of Prelatical Episcopacy (1641)
- Animadversions (1641)
- The Reason of Church-Government Urged against Prelaty (1642)
- Apology for Smectymnuus (1642)
- Doctrine and Discipline of Divorce (1643)
- Judgement of Martin Bucer Concerning Divorce (1644)
- Of Education (1644)
- Areopagitica (1644)
- Tetrachordon (1645)
- Colasterion (1645)
- The Tenure of Kings and Magistrates (1649)
- Eikonoklastes (1649)
- Defensio pro Populo Anglicano (First Defense) (1651)
- Defensio Secunda (Second Defense) (1654)
- A treatise of Civil Power (1659)
- The Likeliest Means to Remove Hirelings from the Church (1659)
- The Ready and Easy Way to Establish a Free Commonwealth (1660)
- Brief Notes Upon a Late Sermon (1660)
- Accedence Commenced Grammar (1669)
- History of Britain (1670)
- Artis logicae plenior institutio [Art of Logic] (1672)
- Of True Religion (1673)
- Epistolae Familiaries (1674)
- Prolusiones (1674)
- A brief History of Moscovia, and other less known Countries lying Eastward of Russia as far as Cathay, gathered from the writings of several Eye-witnesses (1682) [7]
- De Doctrina Christiana (1823)